# Juan Caro (militar)
Juan Caro es un español que vivió durante el siglo XVII y que consiguió escalar los escalafones militares de la época desde simple soldado hasta maestre de campo.
No se sabe cuándo nació. Se sabe poco de su infancia. En 1637, ingresó como voluntario en un tercio de infantería, que se trasladaría a Flandes. Con este tercio pasaría sus siguientes 30 años hasta que fuera su maestre de campo.

## Hoja de servicios
En 1639 combate contra los franceses en el paso de la Rivera de San Nicolás (río Aa,Saint-Antoine, Bélgica)
En 1640, combate para socorrer la plaza de Arras, sitiada por los franceses y en 1641, hace lo mismo con la plaza de Aire.
En 1642, combate en la toma de las plazas de Lens y La Bassée a los franceses, combatiendo luego en Honnecourt y conquistando los fuertes nombrados por los españoles como fuerte de San Luis Rojo y fuerte Bastardo.
En 1643, cambia de escenario y combate a los holandeses en Waas y en una marcha a Luxemburgo. No intervino en la batalla de Rocroi pues su columna, mandada por el maestre de campo Beck, no llegó a tiempo.
En 1644, tiene como misión defender el fuerte de Lynck y, mandado por su maestre de campo, reconquista la abadía de Watten, ocupada por el enemigo, haciendo en ambos hechos una grata recompensa.
En 1645, tiene como misión defender las posiciones españolas de Haute Colme y Basse Colme y combatir al ejército francés en Lille, en esta acción destacó en un ataque nocturno cuyo objetivo era quemar estos burgos ya mencionados.
En 1646 socorre la villa de Courtrai y conquista la ciudad de Menin por un asalto, luego se destaca tomando la villa de Lannoy.
En 1647 lucha en los sitios de Lens, Landrices y Dixmude, apareciendo en todas ellas como un general que está con sus soldados en la primera línea de las trincheras.
En 1654, siendo capitán, participa en el sitio de Arras y años más tarde lucha la segunda batalla de las Dunas, donde fue prisionero de los franceses, pero consiguió liberarse y volver a su compañía.
A su vuelta, el hermano bastardo de Carlos II de España, Juan José de Austria lo ordena sargento mayor de su tercio, cargo que desempeñaría durante ocho años, luego lo nombran castellano de Ypres, y luego teniente del castellano de Amberes. Luego consigue ser maestre de campo, pero solo vive dos años para desempeñarlo, muriendo en 1683 (hay dudas acerca de esta fecha)
Cargos militares desmpeñados: 5 años de soldado, 2 años de sargento, 3 años de alférez, 11 años de capitán, 8 años de sargento mayor, 6 años de castellano de Ypres, 5 años de teniente del castellano de Amberes y 2 años de maestre de campo